# Rudolf Kelterborn
Rudolf Kelterborn (Basilea, 3 de septiembre de 1931-Ib., 24 de marzo de 2021) fue un músico y compositor suizo.

## Biografía
Nacido en Basilea, Kelterborn estudió en Basilea, Detmold, Salzburgo y Zúrich, entre otros lugares, con los compositores Walther Geiser, Willy Burkhard, Boris Blacher, Günter Bialas y Wolfgang Fortner. En su propia carrera docente, Kelterborn se ha desempeñado como conferenciante y profesor en varias universidades de música en Alemania y Suiza, donde dirigió la Academia de Música de Basilea de 1983 a 1994. Kelterborn también dirigió la división de música de la radio suiza alemana de 1974 a 1980.
Más lejos, Kelterborn ofreció conferencias como invitado en los Estados Unidos, Inglaterra, Japón, China y Europa del Este. Sus obras se han representado en Europa, Estados Unidos y Japón, y también estuvo activo como director en la escena internacional.

## Obras
La obra de Kelterborn cubre muchos géneros musicales diferentes e incluye cinco óperas, obras orquestales (algunas con instrumentos solistas, voces o electrónica), música de cámara y obras vocales. Su ópera de cuatro actos Der Kirschgarten inauguró la recién reconstruida Ópera de Zúrich en 1984.

## Otras lecturas
- Briner, Andreas. Rudolf Kelterborn: Komponista, Musikdenker, Vermittler . Grümlingen: Zytglogge Verlag, 1993.ISBN 3-7296-0452-X
- Kennedy, Michael (2006), The Oxford Dictionary of Music, 985 páginas,ISBN 0-19-861459-4
- Larese, Dino. Rudolf Kelterborn: eine Lebensskizze . Amriswil: Amriswiler Bücherei, 1970.